# Mycteroplus puniceago
Mycteroplus puniceago là một loài bướm đêm trong họ Noctuidae.